# Bergviks distrikt
Bergviks distrikt är ett distrikt i Söderhamns kommun och Gävleborgs län. Distriktet ligger omkring Bergvik i sydöstra Hälsingland. 

## Tidigare administrativ tillhörighet
Distriktet inrättades 2016 och utgörs av en del av Söderala socken i Söderhamns kommun.
Området motsvarar den omfattning Bergviks församling hade 1999/2000 och fick 1914 efter utbrytning ur Söderala församling.

## Tätorter och småorter
I Bergviks distrikt finns två tätorter och en småort.

### Tätorter
- Bergvik (del av)
- Vannsätter

### Småorter
- Ellervik
- Sunnanå